# Бутырки (Задонский район)
Буты́рки — село Задонского района Липецкой области России. Административный центр Бутырского сельского поселения.

## География
Находится в юго-западной части региона, в пределах чернозёмной полосы в лесостепной зоне.
Рельеф территории равнинный рассеченный овражно-балочной системой с общим понижением на запад. Климат умеренно-континентальный, направление господствующих ветров: юго-западное.

## Топоним
Старое название — Синя́вка (сегодня на картах оно отмечается).
Современное название — от слова бутырки — селитьба, отделенная от общего поселения, дом на отшибе.

## История
По документам известны с 1759 года.
В 1864 году в селе была построена Архангельская церковь.

## Население
| 1859 | 1897  | 2010 |
| ---- | ----- | ---- |
| 1007 | ↗1339 | ↘497 |

## Инфраструктура
Личное подсобное хозяйство.
В Бутырках есть старая заброшенная молочно-товарная ферма.
Действует «Бутырский центр культуры и досуга», детский сад «Непоседы»

## Достопримечательности
Обелиск воинам погибшим в ВОВ.

## Транспорт
Через село проходит автодорога областного значения «Липецк-Задонск» с выходом на автотрассу федерального значения А-197 «Орел-Тамбов». Остановка общественного транспорта «Бутырки». 